# 崔宗伯
崔宗伯（5世紀—？），清河郡东武城县（今河北省衡水市故城县）人，刘宋、北魏时期的人物。

## 生平
崔宗伯从刘宋返回北魏，魏宣武帝初年，崔宗伯被追赠为清河郡太守。

## 身后
多年以后，崔宗伯的曾孙崔儦与卢思道喝酒后互相调侃，崔儦说：“卢偃和卢邈没有名声。”卢思道反唇相讥说：“你高祖崔灵和与曾祖崔宗伯官位低下。”

## 禁婚家
唐朝显庆四年，唐高宗下诏禁止包括崔宗伯两个儿子后裔在内的七姓十家自己做主互相通婚。

## 家庭

### 曾祖父母
- 崔逞，北魏御史中丞
- 张氏[14][15]

### 祖父
- 崔諲，刘宋青、冀二州刺史

### 父亲
- 崔灵和，刘宋员外散骑侍郎

### 夫人
- 房氏[16][17]

### 子女
- 崔氏，嫁王嶷长子[18][19]
- 崔休，北魏抚军将军、殿中尚书、文贞侯
- 崔夤，北魏太子舍人
- 崔嫔，魏孝文帝元宏妃嫔[20][21][22]
- 崔氏，嫁北魏使持节、都督沧州诸军事、辅国将军、沧州刺史邢晏[23]